# Richard Ettinghausen
Richard Ettinghausen (5. února 1906, Frankfurt nad Mohanem – 2. dubna 1979, Princeton) byl německý historik umění se specializací na islámské umění.

## Životopis
V roce 1931 promoval na frankfurtské univerzitě a poté pracoval pro berlínské islámské muzeum. Jako Žid emigroval v roce 1934 přes Spojené království do USA, kde se stal profesorem na University of Michigan v Ann Arbor (1938-1944). V období 1944 až 1966 byl kurátorem Freer Gallery of Art ve Washingtonu. Od roku 1966 byl profesorem islámského umění na Institute of Fine Arts (New York University), od roku 1969 vedoucí islámského oddělení Metropolitního muzea. V roce 1975 se stal členem Pour le Mérite.

## Dílo (výběr)
- Islamische Kunst, 1959
- Arabische Malerei, 1962
- Die Türkei und ihre Kunstschätze, 1966